# Näringsvärde
Näringsvärdet anger den mängd näringsämnen som en livsmedelsprodukt innehåller, och är fristående från innehållsdeklarationen.
Som standard anges näringsvärden i jämförvärden per 100 gram eller motsvarande. Energi anges vanligen i kilojoule (kJ) och kilokalorier (kcal). Exempelvis protein, kolhydrat, fett (ibland även uppdelat på mättat fett etc), kostfiber och natrium eller salt brukar anges efter vikt, exempelvis i gram (g) eller milligram (mg).
"Sockerarter" brukar anges separat under "kolhydrat". Sockerarter avser både naturligt förekommande socker och tillsatt socker. Sötningsmedel utan socker räknas inte med i värdet.
Näringsvärdet kan även innehålla information om rekommenderat dagligt intag.
En tabell med exempel på ungefärliga näringsvärden för livsmedel från växtriket per 100 g:
| Sort        | Energi             | Protein | Kolhydrat | Fett   | Kostfiber | Natrium |
| ----------- | ------------------ | ------- | --------- | ------ | --------- | ------- |
| Bulgur      | 1500 kJ / 360 kcal | 12,5 g  | 69 g      | 1,75 g | 8 g       | i.u.    |
| Kikärter    | 1393 kJ / 333 kcal | 20,5 g  | 51 g      | 4,8 g  | 10 g      | 26 mg   |
| Ris         | 1486 kJ / 355 kcal | 6,8 g   | 79,1 g    | 0,7 g  | 0,9 g     | 2 mg    |
| Rårörsocker | 1545 kJ / 374 kcal | 0 g     | 99,6 g    | 0 g    | 0 g       | 0 mg    |
| Solrosfrön  | 2437 kJ / 582 Kcal | 23 g    | 12,6 g    | 49,5 g | 6 g       | 3 mg    |
| Vita bönor  | 1202 kJ / 287 kcal | 22 g    | 45,2 g    | 1,6 g  | 15,8 g    | 6 mg    |